# Phare Les Arcadins
Le phare des Arcadins est un phare actif situé sur l'île du phare Lapierre , à l'est de l'île de la Gonâve, dans le département de l'Ouest à Haïti, en mer des Caraïbes.

## Histoire
La station de signalisation maritime a été établie en 1882 sur l'une des îles Les Arcadins (ceb) qui séparent le continent de l'île de la Gonâve, dans le golfe de la Gonâve, à environ 30 km au nord-ouest de Port-au-Prince.
Ce phare  est une tourelle de fabrication française typique du XIXe siècle, une des nombreuses installées dans le monde entier. Il est situé sur l'Île du Phare, la plus grande et centrale des trois îles.
Cette lumière marque la dangerosité des Arcadins de la baie de Saint-Marc. Accessible uniquement par bateau.
 

## Description
Ce phare  est une tour cylindrique en fonte , avec une galerie et une lanterne de 9 m de haut. La tour est peinte en blanc et le dôme de la lanterne est noir. Il émet, à une hauteur focale de 12,5 m, deux éclats blancs par période de 5 secondes. Sa portée est de 9 milles nautiques (environ 17 km).
Identifiant : ARLHS : HAI-006 - Amirauté : J5402 - NGA : 110-14220.
|       |
| Haïti |

### Lien connexe
- Liste des phares d'Haïti